# William M. Miley

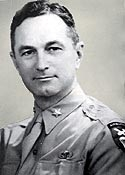
William M. Miley

William Maynadier Miley  (* 26. Dezember 1897 in Fort Mason, San Francisco, Kalifornien; † 24. September 1997 in Starkville, Oktibbeha County, Mississippi) war ein Generalmajor der United States Army. Er war unter anderem Kommandeur mehrerer Infanteriedivisionen.
William Miley war ein Sohn von Oberstleutnant John David Miley (1862–1899) und dessen Frau Sara Hays Mordecai (1869–1961). Außer seinem Vater waren auch andere Vorfahren und Verwandte Offiziere im US-Heer. Im Jahr 1918 absolvierte der jüngere Miley die United States Military Academy in West Point. Nach seiner Graduation wurde er als Leutnant der Infanterie zugeteilt. In der Armee durchlief er anschließend alle Offiziersränge vom Leutnant bis zum Zwei-Sterne-General.
Gleich nach seinem Abschluss an der Militärakademie in West Point wurde William Miley zu den American Expeditionary Forces nach Frankreich versetzt, um dort an der Endphase des Ersten Weltkriegs teilzunehmen. Dabei diente er in der 1. Infanteriedivision.
In den folgenden Jahren absolvierte er den für Offiziere in den entsprechenden Rangstufen üblichen Dienst in unterschiedlichen Einheiten und Standorten. Dazu gehörten auch Aufgaben als Stabsoffizier in verschiedenen Hauptquartieren. Zudem war er Dozent für Militärtaktik am damaligen Mississippi State College und Leichtathletiktrainer an der Militärakademie in West Point. Zu seinen militärischen Einsatzorten in der Zeit zwischen den beiden Weltkriegen gehörten unter anderem Panama, die Philippinen und Fort Sam Houston in Texas.
Zwischen Oktober 1940 und März 1942 kommandierte William Miley das 501. Fallschirmjägerbataillon. In diese Zeit fiel der amerikanische Eintritt in den Zweiten Weltkrieg. Danach kommandierte er bis Juni 1942 das 503. Fallschirmjägerregiment. Die folgenden zwei Monate gehörte er dem Stab der 96. Infanteriedivision an. In den Monaten August und September 1942 kommandierte er eine Fallschirmspringerbrigade. Danach gehörte er bis zum Februar 1943 dem Stab der 82. Luftlandedivision an, die bis dahin noch nicht aktiv am Kriegsgeschehen teilgenommen hatte.
Anschließend wurde Miley mit der Aufstellung der 17. Luftlandedivision beauftragt. Danach war er zwischen Februar 1943 und September 1945 deren Divisionskommandeur. Seine Division wurde im August 1944 nach England verlegt. Ende Dezember 1945 wurde sie, auch als Reaktion auf die überraschende deutsche Ardennenoffensive, nach Frankreich versetzt. In der Folge nahm sie am Vormarsch der Alliierten im belgisch-französischen Grenzgebiet in Richtung Deutschland teil. Sie war auch an der Rheinüberquerung im Bereich der Städte Rees, Wesel und Dinslaken im März 1945 beteiligt. Mit der deutschen Kapitulation des Ruhrkessels endeten für die 17. Luftlandedivision die Kampfhandlungen des Zweiten Weltkriegs. Im Juni 1945 wurde sie nach Frankreich und im September in die Vereinigten Staaten zurückverlegt und dort aufgelöst. William Miley war somit der einzige Kommandeur dieser Division.
Im Oktober und November 1945 kommandierte Miley für kurze Zeit die 8. Infanteriedivision, die dann ebenfalls vorübergehend aufgelöst wurde. Nach dem Ende diese Kommandos bekleidete er für relativ kurze Zeit weitere führende Ämter bei der Armee. So leitete er zwischen November 1945 und Februar 1946 das Infantry Replacement Training Center in Camp Croft in South Carolina. Bis Mai 1946 war er Stabschef beim 6th Service Command. Danach leitete er bis zum November des gleichen Jahres die Airborne School.
Daran schloss sich eine Versetzung nach Japan an, wo Miley bis Januar 1948 Stabsoffizier bei der 11. Luftlandedivision war. Danach wurde er Kommandeur dieser Einheit. Dieses Kommando hatte er bis zum Januar 1950 inne. In dieser Zeit wurde die Division von Japan nach Camp Campbell in Kentucky zurückverlegt. Daher wurde Miley ab 1949 zusätzlich zu seiner Funktion als Divisionskommandeur auch Kommandeur des dortigen Militärstandorts (Camp Campbell).
Als Nächstes wurde William Miley nach Fort Bragg, versetzt wo er ab 1950 das dort ansässige Airborne Center leitete. Zwischen Mai 1952 und Juli 1954 kommandierte er die amerikanischen Heereseinheiten in Alaska (Commanding General US Army Alaska). Danach war er bis zu seiner Pensionierung im Jahr 1955 Stabschef der Army Field Forces einer Vorgängerorganisation des United States Army Forces Commands.
Nach seiner Pensionierung arbeitete Miley bis 1976 für den Finanzdienstleister Merrill Lynch. Im Jahr 1978 zog er nach Starkville im Bundesstaat Mississippi. Er war regionaler Leiter der Veteranenvereinigung Veterans of Foreign Wars und Mitglied der American Legion, die ebenfalls eine Veteranenorganisation ist, und der National Rifle Association. Er starb am 24. September 1997 im Alter von 99 Jahren und wurde auf dem Odd Fellows Cemetery in Starkville beigesetzt.

## Orden und Auszeichnungen
William Miley erhielt im Lauf seiner militärischen Laufbahn unter anderem folgende Auszeichnungen:
- Army Distinguished Service Medal
- Silver Star
- Bronze Star Medal